# Yoshiyahu Yosef Pinto
Pour les articles homonymes, voir Pinto.
 (avril 2021).
La mise en forme du texte ne suit pas les recommandations de Wikipédia : il faut le « wikifier ».
Les points d'amélioration suivants sont les cas les plus fréquents. Le détail des points à revoir est peut-être précisé sur la page de discussion.
- Les titres sont pré-formatés par le logiciel. Ils ne sont ni en capitales, ni en gras.
- Le texte ne doit pas être écrit en capitales (les noms de famille non plus), ni en gras, ni en italique, ni en « petit »…
- Le gras n'est utilisé que pour surligner le titre de l'article dans l'introduction, une seule fois.
- L'italique est rarement utilisé : mots en langue étrangère, titres d'œuvres, noms de bateaux, etc.
- Les citations ne sont pas en italique mais en corps de texte normal. Elles sont entourées par des guillemets français : « et ».
- Les listes à puces sont à éviter, des paragraphes rédigés étant largement préférés. Les tableaux sont à réserver à la présentation de données structurées (résultats, etc.).
- Les appels de note de bas de page (petits chiffres en exposant, introduits par l'outil «  Source ») sont à placer entre la fin de phrase et le point final[comme ça].
- Les liens internes (vers d'autres articles de Wikipédia) sont à choisir avec parcimonie. Créez des liens vers des articles approfondissant le sujet. Les termes génériques sans rapport avec le sujet sont à éviter, ainsi que les répétitions de liens vers un même terme.
- Les liens externes sont à placer uniquement dans une section « Liens externes », à la fin de l'article. Ces liens sont à choisir avec parcimonie suivant les règles définies. Si un lien sert de source à l'article, son insertion dans le texte est à faire par les notes de bas de page.
- La présentation des références doit suivre les conventions bibliographiques. Il est recommandé d'utiliser les modèles {{Ouvrage}}, {{Chapitre}}, {{Article}}, {{Lien web}} et/ou {{Bibliographie}}. Le mode d'édition visuel peut mettre en forme automatiquement les références.
- Insérer une infobox (cadre d'informations à droite) n'est pas obligatoire pour parachever la mise en page.

Pour une aide détaillée, merci de consulter Aide:Wikification.
Si vous pensez que ces points ont été résolus, vous pouvez retirer ce bandeau et améliorer la mise en forme d'un autre article.
Rav Yoshiyahu Yossef Pinto (en hébreu : יאשיהו יוסף פינטו, en arabe : يوشياهو يوسف بينتو  ; né le 27 septembre 1973) est un rabbin orthodoxe israélo-marocain qui dirige une organisation mondiale appelée Mosdot Shuva Israel. Basé à Ashdod et à New York, il est kabbaliste. Le journal économique Globes l'a nommé en 2012 comme l'un des dix rabbins les plus riches d'Israël.
Il est devenu le grand rabbin du Maroc en 2019.

## Biographie
Yoshiyahu Yossef Pinto est né en Israël, d'origine marocaine. Du côté de son père, il est l'arrière-petit-fils de Haïm Pinto, un sage marocain, ; du côté de sa mère, il est l'arrière-petit-fils du rabbin Yisrael Abuhatzeira, également connu sous le nom de Baba Sali .
Rav Pinto est diplômé des yeshivot lituaniennes ashkénazes et a étudié auprès des rabbins ashkénazes et hassidiques,. Rav Pinto a également été influencé par Satmar Hassidisme et ses enseignements.
Rav Pinto parle l'hébreu et ne connaît pas l'anglais. Vers 2008, Rav Pinto a déménagé à New York pour des traitements médicaux. Ces dernières années, il a passé du temps à New York ou à Ashdod, où il dirigeait la yeshiva Shuva Israel. En 2017, il s'est installé au Maroc.

## Carrière rabbinique
Rav Pinto est un rabbin et un chef religieux. Avant son implication dans des affaires judiciaires, il avait une suite en tant que chef spirituel. Il est un kabbaliste. On dit qu'il est le descendant de dynasties rabbiniques qui auraient le potentiel de faire des miracles. De nombreux adeptes de Rav Pinto sont des membres de la communauté des expatriés israéliens aux États-Unis, et il a été décrit comme "un rabbin des riches et des célèbres".
À l'âge de 20 ans, Rav Pinto a fondé Shuva Israel, une yeshiva à Ashdod, en Israël. En tant que fondateur, il supervise une organisation qui comprend deux yeshivot à Ashkelon, une à Kiryat Malachi, trois à Ashdod et une à Rishon LeZion, avec un total de 500 étudiants en formation rabbinique. L'organisation a également deux écoles pour filles à Ashdod et une école de formation à Ashkelon. L'un des sites israéliens fournit de l'argent pour les frais de subsistance de 180 veuves. Plusieurs yeshivot ou écoles religieuses situées aux États-Unis et en Israël parrainent une organisation caritative qui fournit de la nourriture aux familles israéliennes dans le besoin. Le centre de Rav Pinto à Ashod compte quatre synagogues qui servent plus de 1 200 fidèles, une yeshiva avec plus de 300 étudiants à plein temps et une soupe populaire qui fournit 3 000 repas par jour. Rav Pinto a également établi un réseau de yeshivot en Israël, à Los Angeles, à Miami et à New York aux États-Unis.
En octobre 2010, Rav Pinto a conduit des milliers de personnes à Silistra, en Bulgarie, pour un pèlerinage annuel en hommage à Eliezer Papo. Pendant son séjour en Bulgarie, Pinto a tenu une réunion avec 80 hommes d'affaires juifs américains, leur demandant d'investir 5 milliards de dollars dans l'économie israélienne[réf. nécessaire].
En mars 2020, Rav Pinto a appelé les Juifs du Maroc et la communauté juive mondiale à se conformer aux réglementations gouvernementales destinées à contenir la pandémie de COVID-19, en réponse aux informations faisant état de communautés juives orthodoxes Haredi du monde entier défiant les restrictions sur leur mode de vie traditionnel.

## Carrière dans les affaires
Rav Pinto a des relations étendues dans le milieu immobilier à New York, y compris un cadre avec Metropolitan Real Estate Investors et un avec Ilan Bracha, de Prudential Douglas Elliman. Parmi ses adeptes, on compte Jay Schottenstein (président de la société de vêtements American Eagle Outfitters ) et le magnat de l'immobilier Jacky Ben-Zaken . Rav Pinto a été caractérisé comme "quelque chose entre un gourou et un rabbin hassidique" et comme un kabbaliste "mystiquement enclin" intéressé par les éléments ésotériques de la tradition juive ". Bien que Rav Pinto n'ait aucune expérience commerciale formelle, un certain nombre d'hommes d'affaires israéliens et juifs américains de premier plan lui ont rendu visite pour le consulter, y compris l'animateur de talk-show Donny Deutsch, le joaillier Jacob Arabo ("Jacob le bijoutier"), ou l'ancien membre du Congrès Anthony Weiner. Les non-juifs éminents qui ont consulté Rav Pinto incluent le politicien de New York City Michael Grimm et le basketteur LeBron James. Rav Pinto a dit qu'il ne considérait pas son aide comme des conseils, disant plutôt que "c'est plus une bénédiction". Les politiciens et les hommes d'affaires qui ont visité Rav Pinto en Israël incluent le ministre de la Justice Yaakov Neeman, l'ancien gouverneur de la Banque d'Israël Jacob Frenkel et la star du football israélien Guy Levy. En raison de l'influence de Rav Pinto, il a été appelé le « rabbin des stars des affaires » et a été décrit par Yoel Hasson, un membre de Kadima de la Knesset, comme ayant des relations et une influence sur un certain nombre de personnes dans la politique israélienne.
Selon un article paru dans le journal économique Globes, en juin 2012, Forbes Israël a nommé Rav Pinto comme l'un des 10 rabbins les plus riches d'Israël, "avec une fortune de 75 millions de NIS", "basée sur des avoirs organisationnels" tels que des « activités et propriétés caritatives ».

## Carrière politique
En 2010, une réception organisée pour Rav Pinto a réuni un général de division des Forces de défense israéliennes et cinq membres du cabinet. En janvier 2011, Rav Pinto a rencontré le leader de l'opposition israélienne Tzipi Livni à Tel Aviv. En décembre 2010, Rav Pinto a condamné une lettre ouverte approuvée par 50 rabbins israéliens qui encourageait les membres de la communauté juive à éviter de louer ou de vendre des biens à des non-juifs,. Rav Pinto pensait que la lettre susciterait du racisme contre les Juifs en Israël et à l'étranger, ce qui rendrait difficile pour eux « de vivre à New York ou ailleurs dans le monde ».